# 라이언 일병 구하기
《라이언 일병 구하기》(영어: Saving Private Ryan)는 제2차 세계 대전의 대표적인 격전인 노르망디 상륙 작전을 주제로 1998년 미국에서 제작한 전쟁 영화이다. 감독은 스티븐 스필버그, 제작에 이언 브라이스, 마크 고든, 게리 레빈슨이 참여했다. 각본은 로버트 로댓이 작성했다. 주연으로 톰 행크스, 맷 데이먼 등의 유명 배우들이 연기했으며, 상영 시간은 약 170분이다. 총 제작비 6,500만 달러가 투입되었다.

## 줄거리
1944년 6월 6일, 미 육군은 노르망디 상륙작전의 일환으로 오마하 해변에 상륙하여 독일군의 포격과 박격포 사격에 큰 피해를 입었다. 처음에는 혼란스러운 전투에 정신이 팔려 제2 레인저 대대 존 H. 밀러 대위가 살아남은 그룹을 지휘하고 승리를 확보하기 위해 독일군 후방으로 성공적인 침투를 이끈다. 미 전쟁부는 형제 4명 중 3명이 전사했다는 연락을 받았다. 마지막으로 101 공수 사단의 제임스 라이언이 실종 된 것으로 표시된다. 육군 장군 조지 C. 마셜은 라이언을 찾아서 집으로 보내 가족이 모든 아들을 잃지 않도록 명령한다. 밀러는 라이언을 복구하는 임무를 맡고 그와 동행 할 병사 분리를 구성한다. 마이크 호바스, 리처드 라이벤, 아드리언 카파조, 스탠리 멜리시, 대니얼 잭슨, 어윈 웨이드 및 전투 경험이 부족한 통역사 티모시 업햄이다.
이 그룹은 라이언을 추적하여 카파조가 어린 소녀를 구하려고 시도하는 동안 독일 저격수에게 살해되는 누빌로플레인(Neuville-au-Plain) 마을로 이동한다. 친구를 애도하는 남자들은 한 남자를 위해 목숨을 걸도록 강요당하는 것에 분개한다. 그들은 나중에 제임스 라이언을 찾았지만 그가 같은 이름을 가진 잘못된 사람이라는 것을 깨닫는다. 그날 저녁, 남자들은 예배당에서 휴식을 취한다. 그곳에서 밀러는 호바스에게 전쟁에 참여한 후 손이 통제 할 수 없을 정도로 떨리기 시작했다고 말한다. 그들은 코스를 벗어난 후 101 공수부대가 있을 수 있는 집결 지점으로 안내된다. 그곳에서 그들은 많은 부상자와 피난민 병사들을 발견하는데, 그들 중 한 명은 탑승한 한 장군을 보호하기 위해 자신도 모르게 추가된 무거운 철판 때문에 그의 항공기가 어떻게 추락하여 승무원을 죽였는지 이야기한다. 웨이드는 라이벤, 멜리시 및 잭슨이 지나가는 군대 앞에서 회수 된 인식표 더미를 무자비하게 수색하고 그들 사이에서 라이언을 찾고 임무를 끝내기를 희망한다고 조언한다. 그들의 행동을 무시한 것에 대해 후회하는 밀러는 라이언을 아는 사람에게 소리친다. 귀가 먹은 한 군인은 라이언이 라멜 마을의 중요한 다리를 방어하도록 재배치되었다고 그에게 말한다.
도중에 밀러는 부하들의 조언에 반하여 그들이 발견 한 독일 총포 둥지를 무력화하기로 결정하고 성공했지만 웨이드는 살해된다. 남자들은 복수로 항복한 독일군을 처형하기로 결정하지만, 업햄은 그들이 전쟁의 규칙을 따라야 한다고 주장하며 개입한다. 밀러는 "스팀보트 윌리"라는 별명을 가진 군인을 석방하고 다음 연합군 순찰대에 항복하라고 명령한다. 좌절한 레이벤은 탈영하겠다고 위협하고, 밀러는 항상 공개를 거부해 온 교사이자 야구 코치로서의 민간인 배경을 공개함으로써 해산시키는 남자들 사이의 대치로 이어진다. 밀러는 그가 군인이 되기 전에 사람들이 종종 그의 경력을 추측했지만 그의 부하들은 그럴 수 없었다고 생각하며 전쟁이 그를 변화시켰음을 암시한다. 그는 자신이 여전히 남자인지, 아니면 아내가 그를 알아볼지 걱정한다.
라멜에서 밀러의 부대는 라이언을 찾아 그들의 임무를 알리지만, 라이언은 자신이 누구보다 집에 갈 자격이 없다고 믿으며 자신의 직책이나 동료 병사들을 포기하기를 거부한다. 호바스는 라이언을 구하는 것이 전쟁 중에 그들이 달성할 수 있는 진정으로 괜찮은 유일한 목표가 될 수 있다고 밀러를 설득한다. 밀러는 장교로서 라이언의 그룹을 지휘하고 독일군 공격에 대비하여 전투를 준비한다. 잭슨과 호바스는 살해되고 멜리시가 칼에 찔려 죽는 동안 업햄은 두려움에 마비되어 서 있다. 스팀보트 윌리는 독일군을 물리치기 위해 증원군이 도착하기 전에 돌아와 밀러를 쏜다. 업햄은 다시 항복을 시도하는 윌리와 대결한다. 이제 전쟁 중에 군인들이 직면하는 어려운 선택을 알고 있는 업햄은 윌리를 죽인다. 업햄과 라이벤은 치명상을 입은 밀러가 라이언에게 말하는 것을 곁에서 지켜본다.
수십 년 후 노인 라이언과 그의 가족은 노르망디 묘지에 있는 밀러의 무덤을 방문한다. 라이언은 매일 밀러의 말을 기억하고 자신의 삶을 최선을 다해 살았다고 고백한다.

## 출연
- 톰 행크스 - 존 밀러 대위 (제75레인저연대 소속)
- 에드워드 번스 - 리처드 라이번 일병
- 맷 데이먼 - 제임스 F. 라이언 일병 (제101공수사단 소속)
  - 해리슨 영 - 노년의 라이언
- 톰 시즈모어 - 마이클 호바스 중사
- 제러미 데이비스 - 티머시 E. 업햄 상병
- 배리 페퍼 - 대니얼 잭슨 일병
- 조반니 리비시 - 어윈 웨이드 일병
- 빈 디젤 - 에이드리언 카파조 일병
- 애덤 골드버그 - 스탠리 멜리시 일병
- 데니스 패리나 - 윌터 앤더슨 중령
- 폴 지어마티 - 윌리엄 힐 하사
- 테드 댄슨 - 프레드 해밀 대위
- 네이선 필리언 - 미네소타 라이언 일병
- 맥스 마티니 - 헨더슨 상병
- 릴런드 오서 - 디윈트 중위
- 라이언 허스트 - 맨덜슨
- 롤프 색슨 - 브리그스 중위
- 외르크 슈타들러 - 증기선 윌리
- 어맨다 복서 - 라이언 일병의 어머니
- 캐슬린 바이런 - 라이언 일병의 아내
- 하브 프레스넬 - 조지 C. 마셜 육군참모총장
- 브라이언 크랜스턴 - 맥
- 데이비드 월 - 샌더스

## 한국판 성우진(MBC)
- 권혁수 - 밀러 대위(톰 행크스)
- 박지훈 - 호베스 중사(탐 시즈모어)
- 안지환 - 라이언 일병(맷 데이먼)
- 최원형 - 잭슨 이병(배리 페퍼)
- 김호성 - 멜리시 이병(애덤 골드버그)
- 손원일 - 웨이드 상병(조반니 리비시)
- 김영선 - 아펌 상병(제러미 데이비스)
- 최석필 - 카파조 일병(빈 디젤) / 군인(게리 세프턴)
- 송준석 - 리차드 일병(에드워드 번즈)
- 김현직 - 조지 마셜(하브 프레스넬)
- 이도련 -  노년 라이언(해리슨 영) / 대령(데일 다이)
- 신성호 - 프레드(테드 댄슨)
- 안장혁 - 대령(브라이언 크랜스턴) / 낙하산병(라이언 허스트)
- 이철용 - 엔더슨(데니스 패리나)
- 이병식 - 힐 하사(폴 지어마티)
- 김용준 - 드윈트 중위(릴런드 오서) / 토인비(딜런 브루노) / 군인(애덤 쇼)
- 이상범 - 미네소타 라이언(네이선 필리언) / 군인(로날드 롱리지)
- 고성일 - 낙하산병(닉 브룩스)
- 이상훈 - 군의관(크로프턴 하데스터) / 군인(다니엘 세퀘이라)
- 이자옥 - 라이언의 아내(캐슬린 바이론)
- 최한 - 헨더슨(맥스 미티니) / 지휘관(데이비드 울) / 낙하산병(데이빗 베그)

## 제작
스티븐 스필버그 감독의 제2차 세계 대전을 주제로 한 4번째 작품이다.
약 3시간에 달하는 장편 영화에도 불구하고 단 60일 촬영으로 크랭크업했다. 크랭크인 직전에 톰 행크스를 비롯한 출연자들은 실제와 같은 연기를 하기 위해 실제로 해병대 대위 데일 다이의 협력하에 신병 훈련소에서 동등한 훈련을 10일 받게 된다. 라이언 역의 맷 데이먼은 신병 훈련 멤버에서 의도적으로 제외되었다. 제외된 이유는 10일간의 혹독한 훈련을 통해 구출대의 일원들이 라이언 일병 (맷 데이먼)에 대한 반감을 심어주기 위함이였다. 훈련을 마친 배우들은 쉴 새 없이 2주에 달하는 전투 장면의 촬영에 임했다.
촬영지의 대부분은 영국에서 이루어졌지만, 영화 초반 디데이의 오마하 해변 상륙 작전 장면은 아일랜드에서 촬영되었다. 실제 오마하 해변은 역사적으로 보호되어있을뿐만 아니라 개발도 되고 있었기 때문에, 프로덕션 디자이너 톰 샌더스는 몇 주 동안의 조사를 실시하고 촬영장을 찾아 비슷한 해변을 아일랜드에서 발견했다. 아일랜드 육군은 추가로 250명의 병사를 촬영에 빌려주었다. 현역 군인이기 때문에 통제가 있어 많은 인원에도 불구하고 촬영은 순조롭게 진행되었다. 이 병사들의 대부분은 멜 깁슨의 《브레이브 하트》에도 출연했다.
삼각대를 사용하지 않고 핸디 카메라 (소형)로 많이 촬영되었다. 기관총의 총성은 진짜 총소리를 녹음해 사용하였다.

## 기타
- 대한민국의 드라마 전우에서 이 영화의 포스터를 표절한 포스터를 제작했다.[1]